# Lista de primeiros-ministros da Bielorrússia
Esta é uma lista dos chefes de governo da Bielorrússia de 1918 à atualidade.

## República Popular Bielorrussa(1918-1920)

### Presidente do Secretariado do Povo
- Jazep Yakavlyavich Varonka (21 de fevereiro - maio de 1918)
- Ivan Mikitavich Syerada (junho - agosto de 1918)
- Raman Alyaksandravich Skirmunt (agosto - outubro de 1918)
- Anton Ivanavich Luckevich (outubro - 11 outubro de 1918)

### Presidente do Conselho de Ministros
- Anton Ivanavich Luckevich (outubro de 1918 - 13 de dezembro de 1919)
- Vaclau Lastouski (13 de dezembro de 1919 - 1920)

## República Popular Bielorrussa no Exílio(1920-atualidade)

### Presidente do Conselho de Ministros
(em Vilnius até 1925, posteriormente em Praga, atualmente no Canadá)
- Vaclau Lastouski (1920 - 23 de agosto de 1923)
- Alyaksandr Ivanavitch Tsvikievitch (23 de agosto de 1923 - outubro de 1925)
- Vasil Ivanavitch Zakharka (outubro de 1925 - 6 de março de 1943)
- Mikalay Syamyonavitch Abramtchyk (6 de março de 1943 - 21 de junho de 1948)

## República Socialista Soviética Bielorrussa(1920-1991)

### Presidente do Conselho de Comissários do Povo
- Aleksandr Grigoryevitch Tchervyakov (1 de agosto de 1920 - 17 de março de 1924)
- Iosif Aleksandrovitch Adamovitch (17 de março de 1924 - 7 de maio de 1927)
- Nikolay Matveyevitch Goloded (7 de maio de 1927 - 30 de maio de 1937)
- Daniil Ivanovitch Volkovitch (30 de maio - 8 de setembro de 1937)
- Afanasy Fyodorovitch Kovalyov (10 de setembro de 1937 - 28 de julho de 1938)
- Kuzma Venediktovitch Kiselyov (28 de julho de 1938 - 28 de junho de 1940)
- Ivan Semyonovitch Bylinsky (28 de junho de 1940 - 7 de fevereiro de 1944) (em exílio da República SFS da Rússia de junho de 1941 a julho de 1944)
- Panteleimon Kondratyevitch Ponomarenko (7 de fevereiro de 1944 - 1946)

### Presidente do Conselho de Ministros
- Panteleimon Kondratyevitch Ponomarenko (1946 - 15 de março de 1948)
- Aleksey Yefimovitch Kleshchev (15 de março de 1948 - 25 de junho de 1953)
- Kirill Trofimovitch Mazurov (25 de junho de 1953 - 28 de julho de 1956)
- Nikolay Yefremovitch Avkhimovich (28 de julho de 1956 - 9 de abril de 1959)
- Tikhon Yakovlevitch Kiselyov (9 de abril de 1959 - 11 de dezembro de 1978)
- Aleksandr Nikiforovitch Aksyonov (11 de dezembro de 1978 - 8 de julho de 1983)
- Vladimir Ignatyevitch Brovikov (8 de julho de 1983 - 10 de janeiro de 1986)
- Mikhail Vasilyevitch Kovalyov (10 de janeiro de 1986 - 7 de abril de 1990)
- Vyatchaslau Frantsavitch Kebitch (7 de abril de 1990 - 19 de setembro de 1991)

## República da Bielorrússia(1991-atualidade)

### Presidente do Conselho de Ministros
- Vyatcheslav Frantsavitch Kebitch (19 de setembro de 1991 - 21 de julho de 1994)

### Primeiros-ministros
- Mikhail Nikolayevitch Chigir (21 de julho de 1994 - 18 de novembro de 1996)
- Serguei Stepanovitch Ling (18 de novembro de 1996 - 18 de fevereiro de 2000) (em exercício até 19 de feveiro de 1997)
- Vladimir Vasilyevitch Yermoshin (18 de fevereiro de 2000 - 1 de outubro de 2001) (em exercício até 14 de março de 2000)
- Henadz Vasilyevitch Navitski (1 de outubro de 2001 - 10 de julho de 2003) (em exercício até 10 de outubro de 2001)
- Serguei Sergeyevitch Sidorsky (10 de julho de 2003 - 28 de dezembro de 2010) (em exercício de 10 de julho a 19 de dezembro de 2003 e de 8 a 10 de abril de 2006)
- Mikhail Uladzimiravich Miasnikovich (28 de dezembro de 2010 - 27 de dezembro de 2014)
- Andrei Kobyakov (27 de dezembro de 2014 - 18 de agosto de 2018)
- Sergei Rumas (18 de agosto de 2018 - 4 de junho de 2020)
- Roman Golovchenko (4 de junho de 2020-10 de março de 2025)
- Aleksandr Turchin (10 de março de 2025-presente)

## Referência
- Este artigo foi inicialmente traduzido, total ou parcialmente, do artigo da Wikipédia em inglês cujo título é «List of Prime Ministers of Belarus».